# 天主教克里比教區
天主教克里比教區（拉丁語：Dioecesis Kribensis）是喀麥隆一個羅馬天主教教區，屬雅溫德總教區。
教區成立於2008年6月19日，位於南部區海洋省。2012年有教友71,000人（佔轄區總人口45.5%）、卅二個堂區、三十三名司鐸。